# کیامری تاون
کیامری تاون (به انگلیسی: Kiamari Town) یک منطقهٔ مسکونی در پاکستان است که در کراچی واقع شده‌است. کیامری تاون ۳۸۳٬۷۷۸ نفر جمعیت دارد.